# Djenifer Becker
Djenifer Becker, ou simplesmente Djeni (Ibicaré, 22 de junho de 1995), é uma futebolista brasileira Que atua no Clube de Regatas do Flamengo.

## Carreira
Começou sua carreira, em 2010, no Kindermann, clube da cidade de Caçador, Santa Catarina. Pela equipe catarinense foi vice-campeã brasileira, em 2014, e campeã da Copa do Brasil, em 2015. Ainda em 2015, transferiu-se para a recém-criada equipe feminina do São Paulo, onde atuou em algumas partidas do Campeonato Paulista daquele ano, mas trocou novamente de equipe, antes do fim da competição, indo para o São José, clube da cidade de São José dos Campos, interior de São Paulo. Não podendo competir naquela edição do estadual paulista pela equipe joseense, que viria a ser campeã sobre o mesmo São Paulo pelo qual Djenifer atuou, só pôde estrear junto às meninas da água no Campeonato Brasileiro daquele ano, onde foi novamente vice-campeã da competição.

### Iranduba

#### 2016
Desde janeiro de 2016, atua pelo Iranduba, clube sediado em município homônimo no Amazonas, onde veste a braçadeira de capitã da equipe. Chegou ao Hulk da Amazônia, após convite de Lauro Tentardini, com quem já havia trabalhado enquanto atuava pelo Kindermann e que acabara de ser contratado como novo diretor de futebol feminino do clube amazonense. Estreou na vitória por 5-2 contra o Salcomp, em amistoso de pré-temporada, onde também marcou seu primeiro gol pela equipe alviverde. A primeira competição oficial de Djeni com a camisa do Iranduba foi o Campeonato Brasileiro daquele ano, onde o clube da Cidade das Chaminés conseguiu pela primeira vez passar da primeira fase da competição. Na fase seguinte, o conjunto irandubense acabou eliminado ao terminar na última colocação, em grupo que tinha Flamengo, Corinthians e São José, ficando em 8º lugar na classificação geral. Naquele ano, ainda disputou junto ao Hulk da Amazônia a Copa do Brasil e o Campeonato Amazonense. Na competição nacional, o representante do Amazonas caiu nas oitavas-de-final, eliminado pelo Cresspom, clube do Distrito Federal, e no campeonato estadual sagrou-se hexacampeão amazonense. Foi vice-artilheira daquela edição do Barezão Feminino, marcando 9 gols ao longo do torneio.
Além de atuar pela equipe de futebol do Iranduba, também atuou pela equipe de futsal, onde disputou e conquistou o Campeonato Amazonense de Futsal daquele ano, sendo artilheira daquela competição com 9 gols.
Com a parceria entre o clube amazonense e o Centro Universitário Maurício de Nassau (Uninassau), que contemplava as jogadoras com bolsas de estudo, Djeni e algumas companheiras de equipe disputaram competições universitárias representando aquela instituição de ensino. Conquistou os Jogos Universitários do Amazonas daquele ano nas modalidades futebol e futsal, e a medalha de ouro da terceira divisão do futsal nos Jogos Universitários Brasileiros daquele ano, realizados em Cuiabá.
Ao final de 2016, o Hulk da Amazônia firmou parceria com um de seus apoiadores, o então clube amador 3B, para a disputa do clássico Campeonato de Peladas do Amazonas, popularmente conhecido como Peladão, que se estendeu até janeiro de 2017. Djeni e as demais atletas do Iranduba sob o uniforme do 3B conquistaram a categoria feminina, goleando a equipe Nilton Lins na final por 4-0.

#### 2017
Em 2017, disputou o Campeonato Brasileiro daquele ano, contribuindo para que o Iranduba, no novo formato da disputa, chegasse até às semifinais da competição, sendo eliminado pelo Santos e ficando em 4º lugar. Na partida de ida daquela semifinal contra a equipe do litoral paulista, disputada na Arena da Amazônia, em Manaus, o clube amazonense bateu o então próprio recorde de público do futebol feminino no Brasil, em partidas realizadas entre equipes que não sejam seleções nacionais, quando os dois times jogaram diante de mais de 25 mil espectadores. Djeni marcou seis gols naquele Brasileirão. No segundo semestre, competiu com o Hulk da Amazônia pelo Campeonato Amazonense, onde marcou 6 gols e se tornou bicampeã estadual, sendo aquele o 7º título do clube naquela competição. Na final, o conjunto alviverde empatou os dois jogos contra o 3B da Amazônia, com Djeni marcando de pênalti o gol de sua equipe na partida de volta, garantindo o empate em 1 a 1 e o título para o Iranduba, que tinha, pelo regulamento da competição, a vantagem de 2 empates, por ter feito melhor campanha no decorrer do campeonato. Contudo, esta vantagem só foi adquirida, porque o 3B da Amazônia foi punido pelo Tribunal de Justiça Desportiva (TJD) com a perda de pontos por escalação de jogadoras irregulares. Caso a perda de pontos não tivesse ocorrido, o clube do bairro de Nossa Senhora Aparecida, em Manaus, teria aquela vantagem na final. Por este motivo, Djeni, enquanto capitã da equipe, teve que levantar o troféu do torneio com as jogadoras do 3B ao fundo comemorando o vice-campeonato aos gritos de: "É campeão! Invicto!".
Pela equipe de futsal do clube amazonense disputou e conquistou a Copa Rede Amazônica de Futsal Feminino e a Taça Nelson Mathias de Futsal daquele ano, e foi vice-campeã da primeira edição da Copa do Brasil de Futsal Feminino, com o Iranduba perdendo os dois jogos da final para a forte equipe das Leoas da Serra.

## Seleção Brasileira

### Seleção Brasileira Sub-17
Disputou e conquistou o Sul-Americano Sub-17 de 2012, que classificou a Seleção Brasileira para a Copa do Mundo Sub-17 daquele ano. Naquele mundial no Azerbaijão,[carece de fontes?] as brasileiras foram eliminadas nas quartas-de-final ao perder para a Alemanha por 2 a 1, com o gol de desempate do conjunto alemão saindo nos acréscimos do segundo tempo. Djeni foi a autora do gol da Seleção Brasileira naquela partida.

#### Jogos e gols pela Seleção Brasileira Sub-17
Expanda a caixa de informações para conferir todos os jogos e gols desta jogadora, pela Seleção Brasileira Sub-17.
| Jogos e gols pela Seleção Brasileira Sub-17 | Jogos e gols pela Seleção Brasileira Sub-17 | Jogos e gols pela Seleção Brasileira Sub-17   | Jogos e gols pela Seleção Brasileira Sub-17 | Jogos e gols pela Seleção Brasileira Sub-17 | Jogos e gols pela Seleção Brasileira Sub-17 | Jogos e gols pela Seleção Brasileira Sub-17 | Jogos e gols pela Seleção Brasileira Sub-17 | Jogos e gols pela Seleção Brasileira Sub-17 |
| Nº                                          | Data                                        | Local                                         | Resultado                                   | Adversário                                  | Gols                                        | Placar                                      | Competição                                  | Ref.                                        |
| ------------------------------------------- | ------------------------------------------- | --------------------------------------------- | ------------------------------------------- | ------------------------------------------- | ------------------------------------------- | ------------------------------------------- | ------------------------------------------- | ------------------------------------------- |
| 1.                                          | 9 de março de 2012                          | El Tahuichi, Santa Cruz de la Sierra, Bolívia | 7–0                                         | Paraguai                                    | 0[a]                                        | –                                           | Sul-Americano Sub-17 de 2012                | [ 47 ]                                      |
| 2.                                          | 13 de março de 2012                         | El Tahuichi, Santa Cruz de la Sierra, Bolívia | 0–3                                         | Venezuela                                   | 0                                           | –                                           | Sul-Americano Sub-17 de 2012                | [ 48 ]                                      |
| 3.                                          | 15 de março de 2012                         | El Tahuichi, Santa Cruz de la Sierra, Bolívia | 5–1                                         | Colômbia                                    | 0                                           | –                                           | Sul-Americano Sub-17 de 2012                | [ 49 ]                                      |
| 4.                                          | 17 de março de 2012                         | La Caldera del Diablo, Montero, Bolívia       | 0–9                                         | Chile                                       | 0                                           | –                                           | Sul-Americano Sub-17 de 2012                | [ 50 ]                                      |
| 5.                                          | 21 de março de 2012                         | Estádio Patria, Sucre, Bolívia                | 5–1                                         | Argentina                                   | 0                                           | –                                           | Sul-Americano Sub-17 de 2012                | [ 51 ]                                      |
| 6.                                          | 23 de março de 2012                         | Estádio Patria, Sucre, Bolívia                | 3–1                                         | Colômbia                                    | 0                                           | –                                           | Sul-Americano Sub-17 de 2012                | [ 52 ]                                      |
| 7.                                          | 25 de março de 2012                         | Estádio Patria, Sucre, Bolívia                | 0–1                                         | Uruguai                                     | 0                                           | –                                           | Sul-Americano Sub-17 de 2012                | [ 53 ]                                      |
| 8.                                          | 23 de setembro de 2012                      | Bayil Stadium, Baku, Azerbaijão               | 0–5                                         | Japão                                       | 0                                           | –                                           | Copa do Mundo Sub-17 de 2012                | [ 54 ]                                      |
| 9.                                          | 26 de setembro de 2012                      | 8 km Stadium, Baku, Azerbaijão                | 0–1                                         | México                                      | 0                                           | –                                           | Copa do Mundo Sub-17 de 2012                | [ 55 ]                                      |
| 10.                                         | 30 de setembro de 2012                      | 8 km Stadium, Baku, Azerbaijão                | 3–4                                         | Nova Zelândia                               | 0                                           | –                                           | Copa do Mundo Sub-17 de 2012                | [ 56 ]                                      |
| 11.                                         | 5 de outubro de 2012                        | 8 km Stadium, Baku, Azerbaijão                | 2–1                                         | Alemanha                                    | 1                                           | 0–1                                         | Copa do Mundo Sub-17 de 2012                | [ 57 ]                                      |
| Legenda: Vitórias — Empates — Derrotas      |                                             |                                               |                                             |                                             |                                             |                                             |                                             |                                             |

a. ^  Alguns sites de língua espanhola atribuem à Djeni a autoria do quinto gol da Seleção Brasileira contra a Seleção Paraguaia. No entanto, para fins estatísticos desta página, estão sendo usados os dados fornecidos jogo a jogo pela CBF, onde não há gols atribuídos à Djeni naquela partida e aquele quinto gol é atribuído à atleta Mayara.

### Seleção Brasileira Sub-20
Djeni quase ficou de fora do Sul-Americano Sub-20 de 2014 devido a uma lesão ocorrida durante um dos últimos períodos de treinos preparatórios da Seleção Brasileira para aquela competição. Recuperada a tempo, contribuiu para que a equipe verde-amarela conquistasse mais aquele título e se classificasse para a Copa do Mundo Sub-20 daquele ano no Canadá. Naquele mundial, as brasileiras caíram num grupo da morte junto com Alemanha, Estados Unidos e China. Djeni atuou nas três partidas disputadas naquela competição pela Seleção Brasileira, que foi eliminada ainda na fase de grupos. No primeiro jogo, um empate sofrido em 1 a 1 contra a equipe chinesa, Djeni foi eleita pela Fifa a jogadora daquela partida. Quebrou o nariz em uma disputa de bola na derrota para as americanas por 1 a 0, tendo que jogar a partida seguinte com uma proteção. No confronto pela última rodada da fase de grupos contra a Seleção Alemã, as brasileiras encerraram o primeiro tempo de jogo vencendo por 1 a 0, mas, após o intervalo, as alemãs não só viraram o jogo, como transformaram aquela partida em uma goleada, com a equipe europeia vencendo por 5 a 1 e eliminando o Brasil daquele mundial. Após aquela derrota para as alemãs, a imprensa brasileira imediatamente a comparou com o fatídico episódio do Mineiraço, ocorrido no mês anterior, o que fez com que Djeni, dentre outras atletas daquele time, publicasse um texto em desabafo nas suas redes sociais, e ainda gerou um manifesto por parte de diversas jogadoras de futebol feminino profissionais.
| “ | (...) É fácil agora comparar a derrota com a seleção masculina, mas, me diz, por que não compara o salário, por que não compara as estruturas, o investimento, o nível de profissionalismo, por quê? Sites que nunca se quer falaram que teria o campeonato, ou os horários dos jogos, agora querem criticar? Com que moral? (...) | ” |
|   | — Djeni, volante da Seleção Brasileira na Copa do Mundo Sub-20 de 2014. |   |

#### Jogos e gols pela Seleção Brasileira Sub-20
Expanda a caixa de informações para conferir todos os jogos e gols desta jogadora, pela Seleção Brasileira Sub-20.
| Jogos e gols pela Seleção Brasileira Sub-20 | Jogos e gols pela Seleção Brasileira Sub-20 | Jogos e gols pela Seleção Brasileira Sub-20             | Jogos e gols pela Seleção Brasileira Sub-20 | Jogos e gols pela Seleção Brasileira Sub-20 | Jogos e gols pela Seleção Brasileira Sub-20 | Jogos e gols pela Seleção Brasileira Sub-20 | Jogos e gols pela Seleção Brasileira Sub-20 | Jogos e gols pela Seleção Brasileira Sub-20 |
| Nº                                          | Data                                        | Local                                                   | Resultado                                   | Adversário                                  | Gols                                        | Placar                                      | Competição                                  | Ref.                                        |
| ------------------------------------------- | ------------------------------------------- | ------------------------------------------------------- | ------------------------------------------- | ------------------------------------------- | ------------------------------------------- | ------------------------------------------- | ------------------------------------------- | ------------------------------------------- |
| 1.                                          | 13 de janeiro de 2014                       | Estádio Charrúa, Montevidéu, Uruguai                    | 2–0                                         | Chile                                       | 0                                           | –                                           | Sul-Americano Sub-20 de 2014                | [ 79 ]                                      |
| 2.                                          | 15 de janeiro de 2014                       | Estadio Charrúa, Montevidéu, Uruguai                    | 1–8                                         | Uruguai                                     | 1                                           | 1–3                                         | Sul-Americano Sub-20 de 2014                | [ 80 ]                                      |
| 3.                                          | 21 de janeiro de 2014                       | Estadio Charrúa, Montevidéu, Uruguai                    | 3–2                                         | Venezuela                                   | 1                                           | 3–0                                         | Sul-Americano Sub-20 de 2014                | [ 81 ]                                      |
| 4.                                          | 25 de janeiro de 2014                       | Estadio Municipal Parque Liebig's, Fray Bentos, Uruguai | 3–0                                         | Bolívia                                     | 0                                           | –                                           | Sul-Americano Sub-20 de 2014                | [ 82 ]                                      |
| 5.                                          | 28 de janeiro de 2014                       | Estadio Municipal Parque Liebig's, Fray Bentos, Uruguai | 0–6                                         | Colômbia                                    | 1                                           | 0–4                                         | Sul-Americano Sub-20 de 2014                | [ 83 ]                                      |
| 6.                                          | 31 de janeiro de 2014                       | Estadio Municipal Parque Liebig's, Fray Bentos, Uruguai | 2–0                                         | Paraguai                                    | 0                                           | –                                           | Sul-Americano Sub-20 de 2014                | [ 84 ]                                      |
| 7.                                          | 5 de agosto de 2014                         | Commonwealth Stadium, Edmonton, Canadá                  | 1–1                                         | China                                       | 0                                           | –                                           | Copa do Mundo Sub-20 de 2014                | [ 85 ]                                      |
| 8.                                          | 8 de agosto de 2014                         | Commonwealth Stadium, Edmonton, Canadá                  | 1–0                                         | Estados Unidos                              | 0                                           | –                                           | Copa do Mundo Sub-20 de 2014                | [ 86 ]                                      |
| 9.                                          | 12 de agosto de 2014                        | Estádio Olímpico, Montreal, Canadá                      | 1–5                                         | Alemanha                                    | 0                                           | –                                           | Copa do Mundo Sub-20 de 2014                | [ 87 ]                                      |
| Legenda: Vitórias — Empates — Derrotas      |                                             |                                                         |                                             |                                             |                                             |                                             |                                             |                                             |

### Seleção Brasileira principal

#### 2014: Primeira convocação
Em fevereiro de 2014, enquanto ainda atuava na categoria sub-20, foi convocada pela primeira vez para a Seleção Brasileira de Futebol Feminino principal, pelo então técnico da equipe Márcio Oliveira, para a disputa de dois amistosos na Austrália contra as donas da casa. Contudo não estreou naquela ocasião, permanecendo as duas partidas no banco de reservas. À época daquela convocação, ainda atuando pelo Kindermann, recebeu o apoio e os elogios do então técnico da equipe catarinense Marcello Frigerio:
| “ | A Djeni é uma das jogadoras mais completas com quem já trabalhei. Ela é muito inteligente e sua capacidade de assimilar as coisas é impressionante. Ela tem tudo aquilo que um atleta tem que ter: disciplina, foco, determinação. É uma atleta muito valente e posso dizer que com certeza foi tarde ao lugar que merece. Ela já deveria fazer parte da seleção adulta há muito tempo. | ” |
|   | — Marcello Frigerio, o Tchelo, técnico de futebol. |   |

#### 2017: Torneio das Nações, Copa CFA e amistosos
Voltou a ser convocada para a Seleção principal apenas em junho de 2017, pela então técnica da equipe Emily Lima, para amistosos contra a Espanha e a Islândia, ocupando a vaga de Thaísa, desconvocada por lesão. Sua estreia ocorreu naquele amistoso contra a equipe espanhola, onde as brasileiras ganharam de virada por 2 a 1, entrando no decorrer da partida no lugar de Bia Zaneratto. Atuou novamente no amistoso seguinte contra o conjunto islandês, substituindo a volante Fran, em jogo que o Brasil ganhou por 1 a 0.[carece de fontes?]
Após aqueles dois jogos, constou na lista de convocadas para um amistoso contra a Alemanha, fora de data Fifa. Naquela partida, fez sua estreia como titular da Seleção principal, mas as brasileiras foram derrotadas por 3 a 1.[carece de fontes?]
Foi convocada para o Torneio das Nações, um quadrangular amistoso disputado nos Estados Unidos em julho de 2017. Atuou como titular diante das anfitriãs, na segunda partida da Seleção naquele torneio,[carece de fontes?] onde as brasileiras ganhavam por 3 a 1 até 35 minutos do segundo tempo, quando as americanas começaram a reagir e comandaram uma virada de 4 a 3. Djeni retornou como titular no jogo seguinte contra a Austrália,[carece de fontes?] onde as matildas golearam por 6 a 1 a Seleção Brasileira, que terminou a competição em último lugar.
Em setembro daquele ano, a seleção canarinho enfrentou novamente as australianas em dois amistosos disputados na casa das adversárias. Para aqueles que se tornariam os dois últimos jogos da técnica Emily Lima à frente da Seleção Brasileira, Djeni voltou a ser convocada. Atuou apenas na primeira partida, onde as brasileiras foram superadas por 2 a 1.[carece de fontes?]
Com o retorno do técnico Vadão ao comando da seleção feminina, foi convocada, em outubro de 2017, para disputar o Yongchuan International Tournament na China, outro quadrangular amistoso, apelidado pela CBF de Copa CFA. Atuou apenas contra a Coreia do Norte, na segunda partida das brasileiras, quando entrou durante o jogo no lugar de Andressinha, com vitória verde-amarela por 2 a 0.[carece de fontes?] A Seleção Brasileira sagrou-se campeã daquela competição e aquele foi o primeiro título de Djeni representando a equipe nacional adulta.
Em 9 de novembro de 2017, voltou a ser convocada, daquela vez apenas para um período de observações e treinos.

#### Jogos pela Seleção Brasileira principal
Expanda a caixa de informações para conferir todos os jogos desta jogadora, pela Seleção Brasileira principal.
| Jogos pela Seleção Brasileira principal | Jogos pela Seleção Brasileira principal | Jogos pela Seleção Brasileira principal            | Jogos pela Seleção Brasileira principal | Jogos pela Seleção Brasileira principal | Jogos pela Seleção Brasileira principal | Jogos pela Seleção Brasileira principal | Jogos pela Seleção Brasileira principal | Jogos pela Seleção Brasileira principal |
| Nº                                      | Data                                    | Local                                              | Resultado                               | Adversário                              | Gols                                    | Placar                                  | Competição                              | Ref.                                    |
| --------------------------------------- | --------------------------------------- | -------------------------------------------------- | --------------------------------------- | --------------------------------------- | --------------------------------------- | --------------------------------------- | --------------------------------------- | --------------------------------------- |
| 1.                                      | 10 de junho de 2017                     | Estadio Municipal Fernando Torres, Madrid, Espanha | 1–2                                     | Espanha                                 | 0                                       | –                                       | Amistoso                                | [ 107 ]                                 |
| 2.                                      | 13 de junho de 2017                     | Laugardalsvöllur, Reykjavík, Islândia              | 0–1                                     | Islândia                                | 0                                       | –                                       | Amistoso                                | [ 108 ]                                 |
| 3.                                      | 4 de julho de 2017                      | Stadion am Hardtwald, Sandhausen, Alemanha         | 3–1                                     | Alemanha                                | 0                                       | –                                       | Amistoso                                | [ 109 ]                                 |
| 4.                                      | 30 de julho de 2017                     | Qualcomm Stadium, San Diego, Estados Unidos        | 4–3                                     | Estados Unidos                          | 0                                       | –                                       | Torneio das Nações de 2017              | [ 110 ]                                 |
| 5.                                      | 3 de agosto de 2017                     | StubHub Center, Carson, Estados Unidos             | 6–1                                     | Austrália                               | 0                                       | –                                       | Torneio das Nações de 2017              | [ 111 ]                                 |
| 6.                                      | 16 de setembro de 2017                  | Penrith Stadium, Sydney, Austrália                 | 2–1                                     | Austrália                               | 0                                       | –                                       | Amistoso                                | [ 112 ]                                 |
| 7.                                      | 21 de outubro de 2017                   | Yongchuan Stadium, Chongqing, China                | 2–0                                     | Coreia do Norte                         | 0                                       | –                                       | Copa CFA de 2017                        | [ 113 ]                                 |
| Legenda: Vitórias — Empates — Derrotas  |                                         |                                                    |                                         |                                         |                                         |                                         |                                         |                                         |

## Títulos
| Kindermann-SC - Copa do Brasil: 2015 - Campeonato Catarinense: 2010, 2011, 2012, 2013 e 2014 - Campeonato Catarinense de Futsal Sub-17: 2010 e 2012 Iranduba-AM - Campeonato Amazonense: 2016, 2017 e 2018 - Campeonato Amazonense de Futsal: 2016 - Taça Nelson Mathias de Futsal: 2017 - Copa Rede Amazônica de Futsal Feminino: 2017 - Campeonato Sul-Americano Sub-20: 2014 - Campeonato Sul-Americano Sub-17: 2012 - Copa CFA: 2017 Kindermann-SC - Campeonato Brasileiro de 2014 - 2º Lugar - Campeonato Catarinense de Futsal de 2011 e 2013 - 2º lugar - Campeonato Catarinense de Futsal Sub-20 de 2014 - 2º lugar - Campeonato Catarinense de Futsal Sub-17 de 2011 - 2º lugar São Paulo-SP - Campeonato Paulista de 2015 - 2º Lugar São José-SP - Campeonato Brasileiro de 2015 - 2º Lugar Iranduba-AM - Copa Libertadores da América de 2018 - 3º Lugar - Copa do Brasil de Futsal de 2017 - 2º Lugar | - Eleita jogadora da partida entre China e Brasil, em 5 de agosto de 2014, na Copa do Mundo Sub-20 daquele ano - Campeonato Amazonense de Futsal: 2016 (9 gols) Município de Itajaí / Fundação Municipal de Esporte e Lazer - Joguinhos Abertos de Santa Catarina (futsal): medalha de ouro (Criciúma 2013) Uniarp (Santa Catarina) - Copa Brasil Universitário de Futebol Feminino: 2014 - Jogos Universitários Brasileiros (futsal, primeira divisão): medalha de ouro (Goiânia 2013) Município de São José dos Campos / São José Esporte Clube - Jogos Abertos do Interior: medalha de ouro (Barretos 2015) - Jogos Regionais: medalha de ouro (Taubaté 2015) Uninassau (Amazonas) - Jogos Universitários Brasileiros (futsal, terceira divisão): medalha de ouro (Cuiabá 2016) - Jogos Universitários do Amazonas: medalha de ouro (Manaus 2016) - Jogos Universitários do Amazonas (futsal): medalha de ouro (Manaus 2016) 3B Sport - Peladão Feminino: 2016 Uniarp (Santa Catarina) - Liga do Desporto Universitário de Futsal de 2014 - 2º Lugar Município de Itajaí / Fundação Municipal de Esporte e Lazer - Jogos Abertos de Santa Catarina (futsal): medalha de bronze (Itajaí 2014) |